# Birmingham Stallions
| Birmingham Stallions                                             | Birmingham Stallions                          |
| Gegründet 2021 Spielen in Birmingham, Alabama                    | Gegründet 2021 Spielen in Birmingham, Alabama |
| ---------------------------------------------------------------- | --------------------------------------------- |
| \| \| \| \| \| \|                                                |                                               |
| Liga                                                             |                                               |
| - USFL (2022–23) South Division - UFL (2024–) USFL Conference    |                                               |
| Personal                                                         |                                               |
| Head Coach                                                       | Skip Holtz                                    |
| Teamgeschichte                                                   |                                               |
| Teamnamen                                                        | - Birmingham Stallions (2022–heute)           |
| Erfolge                                                          |                                               |
| Meisterschaften (3) - USFL 2022, 2023 - UFL 2024                 |                                               |
| Division-Siege (3) - USFL South 2022, 2023 - UFL USFL Conf. 2024 |                                               |
| Play-off-Teilnahmen (3) - USFL 2022, 2023 - UFL 2024             |                                               |
| Stadien                                                          |                                               |
| - Legion Field (2022) - Protective Stadium (seit 2022)           |                                               |
|                                                                  |                                               |
|                                                                  |                                               |

Die Birmingham Stallions sind eine professionelle American-Football-Mannschaft aus Birmingham, Alabama, die in der United Football League (UFL) spielen. Die Stallions (Hengste) tragen ihre Heimspiele im Protective Stadium aus. Das Team wurde 2022 für die United States Football League (USFL) gegründet und gewann die USFL-Meisterschaften 2022 und 2023. Die USFL ging 2024 in der UFL auf.

## Statistiken

### Spielzeiten
| Saison | Liga  | Division/ Conference | Reguläre Saison | Reguläre Saison | Reguläre Saison | Reguläre Saison | Reguläre Saison | Reguläre Saison | Reguläre Saison | Reguläre Saison | Playoffs                                    |
| Saison | Liga  | Division/ Conference | Platz           | Spiele          | S               | N               | SQ              | P+              | P−              | Diff            | Playoffs                                    |
| ------ | ----- | -------------------- | --------------- | --------------- | --------------- | --------------- | --------------- | --------------- | --------------- | --------------- | ------------------------------------------- |
| 2022   | USFL  | South Division       | 1.              | 10              | 9               | 1               | 0,900           | 234             | 169             | +65             | DF: 31:17 vs Breakers CG 33:30 vs Stars     |
| 2023   | USFL  | South Division       | 1.              | 10              | 8               | 2               | 0,800           | 287             | 196             | +91             | DF: 42:77 vs Breakers CG 28:12 vs Maulers   |
| 2024   | UFL   | USFL Conference      | 1.              | 10              | 9               | 1               | 0,900           | 265             | 180             | +85             | CC: 31:18 vs. Panthers CG: 25:0 vs. Brahmas |
| 2025   | UFL   | USFL Conference      |                 |                 |                 |                 |                 |                 |                 |                 |                                             |
| Summe  | Summe | Summe                | Summe           | 20              | 6               | 14              | 0,300           | 521             | 365             | +156            |                                             |

### Direkter Vergleich
| Gegner                      | Reguläre Saison | Reguläre Saison | Reguläre Saison | Reguläre Saison | Reguläre Saison | Reguläre Saison | Reguläre Saison | Playoffs | Playoffs | Playoffs | Playoffs |
| Gegner                      | Sp              | S               | N               | SQ              | P+              | P–              | PD              | S        | N        | P+       | P–       |
| --------------------------- | --------------- | --------------- | --------------- | --------------- | --------------- | --------------- | --------------- | -------- | -------- | -------- | -------- |
| Memphis Showboats           | 4               | 4               | 0               | 1,000           | 141             | 56              | +85             |          |          |          |          |
| Michigan Panthers           | 4               | 4               | 0               | 1,000           | 100             | 61              | +39             | 1        | 0        | 31       | 18       |
| New Jersey Generals         | 2               | 2               | 0               | 1,000           | 55              | 34              | +21             |          |          |          |          |
| Philadelphia Stars          | 2               | 2               | 0               | 1,000           | 57              | 41              | +16             | 1        | 0        | 33       | 30       |
| Pittsburgh Maulers          | 2               | 2               | 0               | 1,000           | 50              | 36              | +14             | 1        | 0        | 28       | 12       |
| Arlington Renegades         | 1               | 1               | 0               | 1,000           | 27              | 14              | +13             |          |          |          |          |
| Tampa Bay Bandits           | 2               | 2               | 0               | 1,000           | 37              | 28              | +9              |          |          |          |          |
| St. Louis BattleHawks       | 1               | 1               | 0               | 1,000           | 30              | 26              | +4              |          |          |          |          |
| DC Defenders                | 1               | 1               | 0               | 1,000           | 20              | 18              | +2              |          |          |          |          |
| New Orleans Breakers        | 4               | 3               | 1               | 0,750           | 87              | 87              | ±0              | 2        | 0        | 78       | 39       |
| Houston Gamblers/Roughnecks | 6               | 4               | 2               | 0,667           | 165             | 124             | +41             |          |          |          |          |
| San Antonio Brahmas         | 1               | 0               | 1               | 0,000           | 9               | 18              | –9              | 1        | 0        | 25       | 0        |

Kursiv geschriebene Teams sind inaktiv.